# Qinghaichara
Qinghaichara, monotipski rod parožina nekada svrstavan u porodicu Aclistocharaceae. Nema živih predstavnika, a jedina fosilna vrsta je Qinghaichara longiconica G.D.Yang †.
Qinghaichara ovalis G.D.Yang, 1983 † sinonim je za Nitellopsis ovalis (G.D.Yang) M.Feist & N.Grambast-Fessard, 1991 .